# Paul Holmes (nghị sĩ quốc hội của Eastleigh)
Paul John Holmes (sinh ngày 25 tháng 8 năm 1988) là một chính khách thuộc Đảng Bảo thủ người Anh được bầu làm Nghị sĩ Quốc hội (MP) cho khu vực Eastleigh tại tổng tuyển cử năm 2019.

## Đầu đời
Holmes được sinh ra tại Bệnh viện Guy ở Southwark, Luân Đôn, vào năm 1988, với cha mẹ là John Edward Holmes và Sandra Holmes. Anh lớn lên tại nhà ở Bellingham ở Lewisham.
Holmes học trường Tiểu học Elfrida ở Bellingham và trường Cao đẳng Thể thao Kelsey Park ở Beckenham.

## Đời tư
Holmes hiện đang sống ở Hedge End. Anh liệt kê những trò giải trí của mình là "bia thật, nấu ăn, hàng không" và là thành viên của câu lạc bộ Bảo thủ Southern Parishes.